# سارا كورالس
سارة كورالس (بالإسبانية: Sara Corrales)‏ ولدت بتاريخ 27 كانون الأول/ديسمبر 1985 في ميديلين هي ممثلة كولومبية، عارضة وراقصة، اشتهرت بعد أول ظهور لها في عام 2004 في تيلينوفيلا Todos quieren con marilyn بدور كاتالينا أوسوريو، وهو الدور الذي رشحها للحصول على جائزة الوحي في التلفزيون عام 2008، كما شاركت في مسلسل Vecinos حيث جسدت دور جيسيكا، وقد ترشحت عن هذا الدور لجائزة أفضل ممثلة في مسلسل تلفزي وذلك بحلول عام 2009 ثم شاركت بعد ذلك في مسلسل إل سنيور دي لوس سيلوس سنة 2013.

## المسلسلات
| العام     | العنوان                       | الدور                    |
| --------- | ----------------------------- | ------------------------ |
| 2017      | لا دوبل فيدا دي استيلا كاريلو | استيلا كاريلو            |
| 2016      | ديسبرتار يتحالف معك           | سيندي رينا               |
| 2013-2014 | سيد السماوات                  | ماتيلد روخاس             |
| 2011      | السكرتير                      | لوسيلا كاستيلو           |
| 2011      | أوجو بور أوجو                 | كارينا                   |
| 2010      | كازانوفا خطيئة عمر            | دانييلا                  |
| 2010      | أيها النسخة                   | كارينا بيريز             |
| 2009      | فيكتورينوس                    | فيكتورينا فرنانديز       |
| 2008      | فيكينوس                       | جيسيكا أنتوانيتا موراليس |
| 2007      | لا ماركا ديل ديسيو            | ماريا كلاريداد           |
| 2006      | En los tacones de Eva         | أنجليكا                  |
| 2006      | Cuando rompen las olas        | في دور ممرضة             |
| 2006      | Merlina Mujer Divina          | بالوما باز               |
| 2004      | Todos quieren con Marilyn     | كاتالينا أوسوريو         |

## فيديو
في 2015، نافست كوراليس في مسابقة Guerra de agua رفقة سكارليت غروبر، وقد تم عرض أطوار المنافسة على التلفزيون كما ثم بثها على موقع يوتيوب.

## وصلات خارجية
- سارا كورالس على موقع IMDb (الإنجليزية)